# Palaearctonyx
Palaearctonyx es un género extinto de miácidos que vivieron durante el Eoceno, viviendo de 50.3—46.2 Ma y existiendo por aproximadamente 4,1 millones de años.
 Se han encontrado fósiles en Wyoming (Estados Unidos). 